# 순종실록
《순종문온무녕돈인성경효황제실록》(純宗文溫武寧敦仁誠敬孝皇帝實錄), 줄여서 《순종효황제실록》 또는 《순종실록》은 일제강점기인 1927년 4월에 대한제국 순종의 치세에 관하여 편찬된 실록이다. 이왕직의 주관하에 일본인의 관점으로 편찬되었기 때문에, 고종실록과 마찬가지로 조선왕조실록의 일부분으로 인정하지 않는 견해가 지배적이다.